# FC Porto vs. CF Belenenses
FC Porto versus CF Belenenses é um dos clássicos do futebol em Portugal, conhecido também como o "Clássico Azul", envolvendo FC Porto e CF Belenenses, dois clubes que equipam tradicionalmente de cor azul.
O FC Porto é um dos designados "3 Grandes" e o CF Belenenses é designado o "3.º Maior Clube da Capital (Lisboa)".
Este confronto é designado então um "Clássico" por despertar rivalidades longínquas, históricas e por ser um confronto futebolístico nacional que se disputou em números consideráveis, que por conseguinte é o sexto confronto futebolístico que mais se realizou no conjunto de provas nacionais.
Com o declínio desportivo do Belenenses o jogo tem perdido a importância de outros tempos, e para piorar deixou de acontecer regularmente, após a separação com a SAD em 2018, obrigando o clube a recomeçar do zero nas distritais de Lisboa.

## Histórico de confrontos (Futebol Sénior)
Atualizado a 11 de maio de 2020 - Último jogo: Liga Portugal 2017/18
| Competição                    | Vitórias do FC Porto | Empates | Vitórias do Belenenses |
| ----------------------------- | -------------------- | ------- | ---------------------- |
| Campeonato Nacional           | 85                   | 33      | 37                     |
| Campeonato de Portugal        | 2                    | 5       | 4                      |
| Taça de Portugal              | 5                    | 7       | 7                      |
| Taça da Liga                  | 0                    | 1       | 0                      |
| Supertaça Cândido de Oliveira | 0                    | 0       | 0                      |
| Amigáveis                     | 0                    | 1       | 0                      |
| Total                         | 92                   | 45      | 48                     |

## Títulos
Futebol Sénior
Listagem de competições oficiais, a nível nacional e internacional, e respectivo número de títulos conquistados por FC Porto e CF Belenenses.
| Competições Internacionais                             | FC Porto | CF Belenenses |
| ------------------------------------------------------ | -------- | ------------- |
| Taça Intercontinental / Mundial de Clubes              | 2        | -             |
| Taça dos Campeões Europeus / Liga dos Campeões da UEFA | 2        | -             |
| Taça das Cidades com Feiras / Taça UEFA / Liga Europa  | 2        | -             |
| Taça das Taças                                         | -        | -             |
| Supertaça Europeia                                     | 1        | -             |
| Taça Intertoto                                         | -        | -             |
| Competições Nacionais                                  | FC Porto | CF Belenenses |
| Campeonato Nacional                                    | 30       | 1             |
| Campeonato de Portugal                                 | 4        | 3             |
| Taça de Portugal                                       | 20       | 3             |
| Taça da Liga                                           | 1        | -             |
| Supertaça de Portugal                                  | 24       | -             |
| Segunda Liga*                                          | 1        | 1             |
| II Divisão*                                            | -        | 1             |
| Total                                                  | 86       | 7             |

Futebol Jovem
Listagem de competições oficiais, a nível nacional e internacional, e respectivo número de títulos conquistados por FC Porto e CF Belenenses.
| Competições Internacionais       | FC Porto | CF Belenenses |
| -------------------------------- | -------- | ------------- |
| Blue Stars/FIFA Youth Cup        | 1        | -             |
| UEFA Youth League                | 1        | -             |
| Competições Nacionais            | FC Porto | CF Belenenses |
| Campeonato Nacional de Juniores  | 23       | 1             |
| Campeonato Nacional de Juvenis   | 20       | -             |
| Campeonato Nacional de Iniciados | 14       | 1             |
| Campeonato Nacional de Infantis  | 2        | -             |
| Total                            | 61       | 2             |